# ゲルガーナ・ディミトロバ
ゲルガーナ・ディミトロバ（Gergana Dimitrowa、女性、1996年2月28日 - ）は、ブルガリアのバレーボール選手。ポジションはアウトサイドヒッター。ブルガリア代表。

## 来歴
- クラブチーム

ソフィア出身。2010年、CSKA Sofiaへ入団。2010/11、2011/12、2012/13シーズンの国内リーグで3連覇を果たした。2014年、チェコのSmaesch Pfeffingenへ移籍し1年間プレーした。2015/16シーズンはフランスリーグのRCカンヌと契約し、フランスリーグAで準優勝、フランスカップ優勝を果たした。2017/18シーズンはスイスのヴォレロ・チューリッヒへ移籍し、スイスリーグ、スイスカップ、スーパーカップで3冠を達成した。欧州チャンピオンズリーグでは5位となった。2018/19シーズンはフランスのヴォレロ・ル・カネへ移籍し、フランスリーグAで4位となった。2019/20シーズンはトルコリーグのPTT SKでプレーした。2020/21シーズンはルーマニアのCSM Târgovișteと契約し、Divizia A1リーグで優勝を果たし、自身もベストアウトサイドヒッター賞を受賞した。2021/22シーズンからはルーマニアのCSMヴォレイ・アルバ・ブラジへ移籍し、Divizia A1リーグでは2連覇に貢献した。2023/24シーズンはトルコリーグのÇukurova Belediyesi SKへ移籍した。
- 代表チーム

2015年、ブルガリア代表に初選出される。2017年にスロベニアでされた第3回世界U23女子バレーボール選手権で銅メダルを獲得した。同年のワールドグランプリではチームトップの143得点をたたき出した。2018年に日本で開催された世界選手権に出場した。2019年、ネーションズリーグと東京五輪大陸間予選に出場した。同年9月の欧州選手権では8位となった。2021年、自国開催されたヨーロッパリーグで金メダルを獲得した。同年9月の欧州選手権では9位となった。2022年、ネーションズリーグと世界選手権に出場した。

## 球歴
- 世界選手権 - 2018年、2022年
- ワールドグランプリ - 2015年、2016年、2017年
- ネーションズリーグ - 2019年、2022年
- 欧州選手権 - 2017年、2019年、2021年

## 受賞歴
- 2021年　2020/21Divizia A1リーグ　ベストアウトサイドヒッター賞

## 所属クラブ
- CSKA Sofia（2010-2014年）
- Smaesch Pfeffingen（2014-2015年）
- RCカンヌ（2015-2017年）
- ヴォレロ・チューリッヒ（2017-2018年）
- ヴォレロ・ル・カネ（2018-2019年）
- PTT SK（2019-2020年）
- CSM Târgoviște（2020-2021年）
- CSMヴォレイ・アルバ・ブラジ（2021-2023年）
- Çukurova Belediyesi SK（2023-）